# Narodnaja
A Narodnaja (cirill betűkkel Народная) hegycsúcs Oroszországban, az Európa és Ázsia határán emelkedő Urál hegység, azon belül a Sarkközeli-Urál legmagasabb pontja, tengerszint feletti magassága 1894 m. Neve a közeli Naroda(ru) folyó nevéből ered.
A Tyumenyi területen, ezen belül a Hanti- és Manysiföld autonóm területen, az Urál Európa és Ázsia közötti vízválasztóján helyezkedik el. Ez Oroszország európai részének legmagasabb pontja a Kaukázuson kívül. Anyaga kvarcit és metamorf kőzetek. A környező völgyek uralkodó növényei a vörösfenyő és a nyír. Magán a hegyen magashegyi tundra jellegű növényzet van. 
A hegy északnyugati oldala mérsékelt emelkedésű, jól mászható. Déli fala meredek.